# Uta-Garuta

Lese- und Feldkarte

Uta-Garuta (jap. 歌ガルタ oder 歌加留多, z. dt. „Gedichtkarten“) bezeichnet japanische Kartenspiele, deren Karten auf den Gedichten (Waka) der Anthologie Hyakunin Isshu basieren. Es handelt sich dabei um eine Unterkategorie von Karuta. Voraussetzung für das Spielen der meisten Varianten ist, alle 100 Gedichte des Hyakunin Isshu auswendig zu können. Da Karuta in Japan traditionell zu Neujahr gespielt wird und viele Japaner dadurch die Gedichte der Anthologie kennenlernen, spielt es auch eine kulturelle Rolle.

## Beschreibung
Das Kartenspiel besteht aus 200 Karten. Für jedes Gedicht des Hyakunin Isshu gibt es eine Lesekarte, genannt Yomifuda (読み札, „Karte zum Lesen“), und eine dazugehörige Feldkarte, Torifuda (取り札, „Karte zum Nehmen“).
Auf der Vorderseite der Lesekarten befinden sich eine Darstellung des Dichters in japanischem Stil nach Art des Yamato-Bildes, dessen Name sowie das gesamte Gedicht. Auf den Feldkarten befindet sich, ausschließlich in Kana geschrieben, nur das Ende des Gedichtes, Shimo-no-ku (下の句, „untere Strophen“).
Bis zur Edo-Zeit waren auf den Lesekarten lediglich der Name des Dichters sowie die oberen Strophen und auf den Feldkarten die unteren Strophen in Kursivschrift zu sehen. Lesekarten ohne ein Bild des Dichters waren bis zur Mitte der Edo-Zeit auch verbreitet, da der Zweck des Spieles ursprünglich ausschließlich darin bestand, die Gedichte auswendig zu lernen.
Auf Hokkaidō gibt es bis heute eine außergewöhnliche Variante der Karten, genannt Shimonoku-Karuta (下の句かるた, „Unterstrophen-Karuta“), bei der die Lesekarten ebenfalls ohne Bild des Dichters sind und nur die unteren Strophen der Gedichte, völlig ohne die oberen, gelesen werden. Die Feldkarten bestehen aus dickerem Holz und zeigen die unteren Gedichtstrophen in altertümlicher Kursivschrift.

## Regeln und Varianten
Die meisten Spielvarianten basieren auf dem gleichen Grundprinzip. Ein Vorleser wählt zufällig eine Lesekarte und gibt das auf dieser geschriebene Gedicht wieder. Aufgabe der Spieler ist es, möglichst schnell die zugehörige Feldkarte zu finden. Da viele Gedichte bereits nach wenigen Silben eindeutig identifiziert werden können, ist es geübten Spielern möglich, schon vor dem Hören der unteren Strophen die richtige Feldkarte zu bestimmen. Es ist üblich, dass zu einem Vorleser im Raum mehrere Spielergruppen/-paare zeitgleich spielen.

### Chirashidori

Schema Chirashidori

Das Chirashidori (散らし取り) gehört zu den von alters her üblichen Varianten. Es folgt dem Prinzip jeder gegen jeden.
- Die Lesekarten werden gemischt und dem Vorleser übergeben.
- Die Feldkarten werden gemischt und auf dem Boden verteilt. Eine beliebige Zahl Spieler positioniert sich um diese herum. Damit kein Spieler benachteiligt wird, indem er alle Karten etwa nur über Kopf sehen kann, muss darauf geachtet werden, dass die Feldkarten, in alle Richtungen zeigend, ausgewogen durcheinanderliegen.
- Der Vorleser wählt zufällig eine Lesekarte und liest das auf dieser geschriebene Gedicht laut vor.
- Jeder Spieler versucht, als erster die zugehörige Feldkarte zu finden.
- Wenn die richtige Feldkarte aufgenommen wird, schreitet der Vorleser zum nächsten Gedicht über.
- Wenn es den Spielern nicht gelingt, die richtige Karte zu finden, werden die unteren Strophen wiederholt.
- Wenn mehrere Spieler gleichzeitig nach derselben Karte greifen, so hat derjenige, dessen Hand ganz unten liegt, das Recht, die Karte aufzunehmen.
- Falls eine falsche Karte aufgenommen wird (dieses Vorkommnis wird als Otetsuki (お手つき) bezeichnet), so gibt es verschiedene Strafen, jedoch keine genau festgelegten wie bei anderen Spielvarianten (s. u.).
- Das Spiel endet, sobald die letzte Karte aufgenommen wurde. Sieger ist, wer zum Schluss die meisten Karten in Händen hält.

Bis zur Edo-Zeit war es, nicht nur in der Variante des Chirashidori, üblich, dass der Vorleser, beim Namen des Dichters beginnend, nur bis zum Ende der oberen Strophen vorliest. Heute wird der Dichtername ausgelassen, jedoch das gesamte Gedicht vorgelesen.

### Umgekehrtes Chirashidori
In dieser Variante werden statt der Feld- die Lesekarten als Suchkarten ausgelegt, während die auf den Feldkarten dargestellten unteren Gedichtstrophen vorgelesen werden. Ein Ziel des Spieles ist es, das Gedicht anhand der unteren Strophen zu erkennen. Wie im gewöhnlichen Spiel gewinnt, wer zum Schluss die meisten Karten hat. Eine weitere Besonderheit ergibt sich durch die Tatsache, dass auf den Lesekarten die Gedichte auch mit Kanji geschrieben stehen — im Gegensatz zu den nur in Kana gehaltenen Torifuda —, kommt es zu häufigen und unerwarteten Verwechslungen.

### Gempei-Gassen

Schema Gempei-Gassen

Das Gempei-Gassen (源平合戦) nimmt Bezug auf den historischen Krieg zwischen den verfeindeten Familien Minamoto (Genji) und Taira (Heike): es stehen sich auch im Spiel zwei Parteien gegenüber.
- Wie im Chirashidori werden die Karten nach Lese- und Feldkarten sortiert und ein Vorleser bestimmt.
- Die Spieler teilen sich in zwei Gruppen auf.
- Die Feldkarten werden in Stapel zu je 50 Karten aufgeteilt; jede Spielergruppe erhält einen solchen und verteilt die Karten in drei Reihen vor sich.
- Wie im Chirashidori suchen die Spieler die zum vorgelesenen Gedicht gehörige Feldkarte und nehmen diese auf, sobald sie gefunden ist.
- Wird eine Karte aus den eigenen Reihen aufgenommen, wird wie beim Chirashidori mit dem nächsten Gedicht fortgefahren.
- Wenn die aufgenommene Karte jedoch zu den Karten des Gegners gehört, wird der gegnerischen Mannschaft im Austausch eine der eigenen Karten übergeben. Eine derart übergebene Karte heißt Okurifuda (送り札, „gesendete Karte“).
- Wenn ein Spieler eine falsche Karte aufnimmt, erhält dessen Mannschaft eine Karte aus den gegnerischen Reihen.
- Die Seite, die zuerst keine Karten mehr vor sich hat, gewinnt.

### Goshiki-Hyakuninisshu

Schema Goshiki-Hyakuninisshu

Goshiki-Hyakuninisshu (五色百人一首, „Fünf-Farben-Hyakuninisshu“) ist eine vereinfachte Spielvariante, für die ein spezieller Kartensatz benötigt wird. Jeweils 20 der 100 Feld- und Lesekarten sind zu einer Gruppe zusammengefasst und durch eine einheitliche Farbe (oft für Rand und Rückseite der Karten verwendet) kenntlich gemacht.
- Es wird eine der fünf Farben (20 Feld- sowie Lesekarten) gewählt. Die restlichen 160 Karten sind nicht Teil des Spieles.
- Ein Vorleser wird bestimmt.
- Es treten zwei Spieler gegeneinander an.
- Jeder Spieler erhält 10 Feldkarten und positioniert diese in 2 Reihen zu je 5 Karten vor sich.
- Vorlesen, Aufnehmen und Senden von Karten entsprechen den Regeln des Gempei-Gassen
- Wenn ein Spieler versucht, eine falsche Karte aufzunehmen (Otetsuki), platziert er eine der Karten, die er bisher für sich entscheiden konnte, in der Mitte des Spielfeldes, verdeckt, neben die restlichen verbliebenen Feldkarten. Der Spieler, der die nächste Karte richtig aufnimmt, erhält zusätzlich die verdeckt abgelegte Karte.
- Das Spiel endet, wenn 17 der gewählten 20 Lesekarten vorgelesen wurden.
- Siegreich ist der Spieler, der mehr Karten aufnehmen konnte.

### Kyōgi-Karuta

Schema Kyōgi-Karuta

Kyōgi-Karuta (競技かるた, „kompetitives Karuta“) ist die Wettbewerbsform des Karuta. Es gibt Spieler-Ränge, Turniere, ein offizielles Regelwerk und regionale sowie einen Japan-übergreifenden Verband.
- Es treten zwei Spieler gegeneinander an. Bei offiziellen Begegnungen hochrangiger Spieler müssen zertifizierte Vorleser eingesetzt werden.[2]
- Es werden zufällig 50 Feldkarten ausgewählt, von welchen jeder Spieler 25 erhält. Der Vorleser erhält alle 100 Lesekarten.
- Jeder Spieler ordnet die Karten in 3 Reihen und in eine linke sowie rechte Hälfte aufgeteilt vor sich an.
- Die Spieler haben daraufhin 15 Minuten Zeit, sich die Positionen der Feldkarten einzuprägen. Nach 13 Minuten ist es erlaubt, das Greifen nach Karten zu üben. Dabei dürfen die Karten aber nicht berührt werden.
- Vorlesen, Aufnehmen und Senden von Karten entsprechen den Regeln des Gempei-Gassen (s. o.).
- Eine Besonderheit ergibt sich dadurch, dass der Vorleser aus allen 100 Lesekarten wählt, aber nur für 50 davon eine passende Feldkarte im Spiel ist. Eine Karte ohne entsprechende Feldkarte wird als Kara-Fuda (空札, „leere Karte“) bezeichnet.
- Spielfehler (Otetsuki) sind das Berühren einer Karte befindlich in der Spielhälfte, in welcher sich die momentan gesuchte Feldkarte nicht befindet, sowie das Berühren irgendeiner Karte im Falle einer Kara-Fuda.
- Begeht ein Spieler einen Spielfehler, erhält er eine Karte aus den Reihen des Gegners. Diese Regelung ist mit dem Senden von Karten kombinierbar. Begeht Spieler A einen Spielfehler während Spieler B die richtige Karte aus den Reihen des erstgenannten nehmen kann, so erhält Spieler A zwei Karten von Spieler B.
- Siegreich ist der Spieler, der als erstes keine Karten mehr vor sich hat.

### Bōzumekuri

Schema Bōzumekuri

Bōzumekuri (坊主めくり, „Mönch umwenden“) ist eine Spielvariante die keine Kenntnis der 100 Gedichte des Hyakunin Isshu voraussetzt. Im Gegensatz zu allen obigen Varianten handelt es sich um ein reines Glücksspiel. Eingesetzt werden ausschließlich die 100 Lesekarten, welche auch als E-Fuda (絵札, „Bildkarten“) bezeichnet werden. Für den Spielverlauf relevant ist einzig der Poet, dessen Bild auf der Karte dargestellt ist.
- Die 100 Lesekarten werden gemischt und verdeckt zu einem Stapel geformt.
- Eine beliebige Anzahl von Spielern platziert sich um den Kartenstapel; es gibt keinen Vorleser.
- Ist ein Spieler an der Reihe, zieht er die oberste Karte des Stapels. Der Ausgang des Zuges hängt vom Bild auf der Karte ab:
  - Nichtadliger, männlicher Poet: der Spieler nimmt die Karte auf. Der Zug endet.
  - Mönch: der Spieler verliert alle Karten in seinem Besitz und legt diese auf einen Ablagestapel. Der Zug endet.
  - Weibliche Poetin oder Adliger: der Spieler erhält alle Karten des Ablagestapels und zieht eine weitere Karte vom Hauptstapel.
- Nachdem alle 100 Karten gezogen wurden, hat der Spieler gewonnen, welcher am meisten Karten in seinem Besitz hat.

Es gibt viele regionale Abwandlungen obiger Regeln.